# Barra Mansa
Barra Mansa város Brazíliában, Rio de Janeiro államban. Lakosainak száma 169 894 fő (2022). Barra Mansa Bananal, Resende, Porto Real, Quatis, Barra do Piraí, Piraí, Rio Claro, Rio de Janeiro, Valença és Volta Redonda községekkel határos.

## Népesség
A település népességének változása:
| Lakosok száma | 170 753 | 177 813 | 179 915 | 184 833 | 185 237 | 169 894 |
|               | 2000    | 2010    | 2015    | 2020    | 2021    | 2022    |